# António Feijó
Pour les articles homonymes, voir Feijó (homonymie).
António de Castro Feijó (né le 1er juin 1859 à Ponte de Lima – mort le 20 juin 1917 à Stockholm) est un poète et diplomate portugais.

## Œuvres principales
- Transfigurações, 1862
- Líricas e Bucólicas, 1884
- Cancioneiro Chinês, 1890
- Ilha dos Amores, 1897
- Bailatas, 1907
- Sol de Inverno, 1922
- Novas Bailatas, 1926